# Mary Eyre
Margaret Mary Eyre (1923 – 7 novembre 2013) è stata una tennista e hockeista su prato britannica.

## Biografia
Era la nipote di Kathleen Lidderdale a sua volta tennista e hockeista su prato che è stata capitano della nazionale inglese.

## Carriera

### Tennis
Ha partecipato a dieci edizioni di Wimbledon e per quattro anni, tra il 1950 e il 1953, ha raggiunto i quarti di finale nel doppio femminile con diverse compagne.
Finita la carriera agonistica ha fatto da giudice di sedia sempre ai Championships per quindici anni.

### Hockey
Ha giocato per la nazionale inglese in sedici occasioni tra il 1945 e il 1951 e successivamente ha ricoperto il ruolo di allenatrice della nazionale. Si è dedicata al ruolo di arbitro a partire dal 1951 partecipando a 28 incontri internazionali tra cui dieci si disputarono a Wembley.